# Khairul Helmi Johari
Khairul Helmi Bin Johari (nacido el 31 de marzo de 1988 en Sungai Petani, Kedah) es un futbolista malayo que juega en la Superliga de Malasia para el club Kelantan y la Selección de Malasia. Khairul juega principalmente como defensa central. Se lo conoce como Keon entre sus compañeros de equipo y fanáticos.

## Carrera
Khairul jugó en el equipo juvenil del Kedah la Copa del Presidente malaya. Fue promovido al equipo de mayores junto a sus compañeros Rozaidi Rahim y Hazwan Zainun en la Superliga Malaya en la temporada 2007/08. [cita requerida]
En noviembre de 2010, Khairul fue incluido en la selección de Malasia dirigida por K. Rajagopal para la Copa Suzuki AFF 2010, y se consagró campeón pese a no haber jugado ningún partido.[cita requerida]
En octubre del 2016, Khairul debutó con la selección nacional en un partido amistoso frente a Singapur. El encuentro finalizó con un empate 1-1.[cita requerida]

## Clubes
- Kedah Darul Aman FC (2006-2020)
- Melaka United FC (2021)
- Kelantan FA (2022-2023)